# Enantiodromie
Enantiodromie of enantiodromia (Grieks: enantios, tegenovergesteld, en dromos, looprichting) is de benaming voor het door de Zwitserse psychiater Carl Gustav Jung (1875-1961) ontdekte en geïntroduceerde beginsel, dat een sterke eenzijdige opvatting in het bewustzijn onvermijdelijk haar tegendeel oproept in het onbewuste en daardoor standpunten produceert die in het bewustzijn worden afgekeurd. Dit komt overeen met het evenwichts-principe in de natuurlijke wereld, in die zin dat levende systemen de ingebouwde neiging vertonen om alle uitersten – zoals overbevolking, politieke repressie of milieuvervuiling – door middel van de tegenovergestelde c.q. in hun voortbestaan bedreigde krachten weer met elkaar in evenwicht te brengen.
Hoewel het begrip enantiodromie als werkzaam principe pas in de twintigste eeuw door Jung werd bedacht en expliciet geformuleerd, valt het verschijnsel als zodanig al tot de geschriften van de presocratische denker Heraclitus (± 530-470 v.Chr.) te herleiden.
Sinds Jungs (h)erkenning ervan valt het vele eeuwen later ook in de moderne cultuur weer waar te nemen. Zo is het bijvoorbeeld in de film Das Leben der Anderen (2005) toegepast, om te laten zien hoe een aan een marxistisch regime toegewijd persoon zijn blinde loyaliteit weet te doorbreken en zich tot humanist te transformeren.
De term wordt ook als neologisme gebruikt om de neiging van een jongere generatie aan te duiden de ongewenste (karakter)-eigenschappen van de voorgaande, ondanks de afwijzing van deze zelfde kenmerken toen ze zèlf nog jong waren, op latere leeftijd – al dan niet uitbundig – uiteindelijk tòch te manifesteren.